# DeMeco Ryans
DeMeco Ryans (geboren am 28. Juli 1984 in Bessemer, Alabama) ist ein US-amerikanischer American-Football-Trainer und ehemaliger Spieler auf der Position des Linebackers. Derzeit ist er der Head Coach für die Houston Texans in der National Football League (NFL). Ryans spielte College Football für Alabama und war zehn Jahre lang in der NFL für die Houston Texans und Philadelphia Eagles aktiv.

## Karriere als Spieler

### Frühe Jahre und College
Ryans wurde in Bessemer, Alabama geboren und besuchte die dortige Jess Lanier High School. Nach seiner letzten Saison wurde er in das All-State-Team gewählt. Er wurde als Drei-Sterne-Rekrut bewertet und entschied sich College Football für die Alabama Crimson Tide der University of Alabama zu spielen, obwohl er auch ein Angebot von den Mississippi State Bulldogs bekam.
Er spielte von 2002 bis 2005 für die Crimson Tide und war ab dem Ende seiner Freshman-Saison ein Stammspieler in der Defense. Besonders in seiner letzten Saison konnte er überzeugen und wurde mit mehreren Preisen ausgezeichnet. So wurde er als SEC Defensive Player of the Year und mit der Lott Trophy ausgezeichnet. Zudem war ein Unanimous All-American und wurde in das First-Team All-SEC gewählt. Nach der Saison nahm er in Vorbereitung auf den NFL Draft am Senior Bowl und NFL Combine teil.
Zudem konnte er sein Studium in Management ein Semester früher als vorgesehen abschließen.

### NFL

#### Houston Texans
Ryans wurde an 33. Stelle in der zweiten Runde im NFL Draft 2006 von den Houston Texans ausgewählt. Bereits in seinem Jahr wurde er zum Starter als Middle Linebacker ernannt. Bereits in seiner ersten Saison konnte er 156 Tackles erzielen und hatte damit die zweitmeisten Tackles in der Saison. Für diese Leistungen wurde er als Defensive Rookie of the Year ausgezeichnet. In der nächsten Saison konnte er sich verbessern, er wurde in den Pro Bowl und in das First-Team All-Pro gewählt. Auch in der Saison 2009 wurde er in den Pro Bowl gewählt. Nachdem er in seinen ersten vier Saisons kein Spiel verpasste und mit seinen Leistungen überzeugen konnte, unterschrieb er am 30. März 2010 eine Vertragsverlängerung über sechs Jahre für 48 Millionen US-Dollar. In der Saison 2010 konnte er dann aufgrund einer Achillessehnenruptur im linken Bein nur sechs Spiele bestreiten. 2011 erreichte er mit den Texans zum ersten Mal in der Geschichte der Franchise die Playoffs. Nach einem 31:10-Sieg gegen die Cincinnati Bengals verlor man in der Divisional-Runde mit 13:20 gegen die Baltimore Ravens.

#### Philadelphia Eagles
Am 20. März 2012 wurde er für einen Viertrunden- und einem Austausch von Drittrundenpicks im NFL Draft 2012 zu den Philadelphia Eagles getradet. Bereits in seiner ersten Saison bei den Eagles konnte er mit 113 Tackles die meisten Tackles seines Teams erzielen. In der Saison 2014 riss er sich in Woche 8 beim Spiel gegen die Houston Texans die Achillessehne im rechten Bein und fiel für die restliche Saison aus. Im Oktober 2016 verklagte er dann die NFL und Houston Texans wegen seiner Verletzung, da der Rasen im NRG Stadium mangelhaft war, jedoch wurde seine Klage strafrechtlich abgelehnt. Im Sommer 2021 wurde die Klage fallengelassen. Obwohl das Ergebnis nicht bekannt ist, gibt es Gerüchte, dass eine außergerichtliche Einigung erzielt wurde. Zur Saison 2015 kehrte er zurück, jedoch waren seine Leistungen infolge der Verletzung ziemlich inkonstant, sodass er am 24. Februar 2016 von den Eagles entlassen wurde. Danach erhielt er keinen neuen Vertrag in der NFL und beendete seine Karriere.

#### NFL-Statistiken
| Saison                             | Saison | Spiele | Spiele      | Tackles | Tackles | Tackles | Tackles | Interceptions | Interceptions | Interceptions | Interceptions | Interceptions | Fumbles | Fumbles | Fumbles |
| Jahr                               | Team   | Spiele | als Starter | Gesamt  | Solo    | Ast     | Sacks   | PD            | INT           | Yds           | Lng           | TD            | FF      | FR      | TD      |
| ---------------------------------- | ------ | ------ | ----------- | ------- | ------- | ------- | ------- | ------------- | ------------- | ------------- | ------------- | ------------- | ------- | ------- | ------- |
| 2006                               | HOU    | 16     | 16          | 156     | 126     | 30      | 3,5     | 7             | 1             | 16            | 16            | 0             | 1       | 1       | 0       |
| 2007                               | HOU    | 16     | 16          | 127     | 98      | 29      | 2,0     | 7             | 1             | 1             | 1             | 0             | 1       | 3       | 1       |
| 2008                               | HOU    | 16     | 16          | 112     | 86      | 26      | 1,0     | 4             | 0             | 0             | 0             | 0             | 2       | 3       | 0       |
| 2009                               | HOU    | 16     | 16          | 123     | 93      | 30      | 1,0     | 2             | 0             | 0             | 0             | 0             | 1       | 1       | 0       |
| 2010                               | HOU    | 6      | 6           | 54      | 32      | 22      | 1,0     | 2             | 0             | 0             | 0             | 0             | 0       | 0       | 0       |
| 2011                               | HOU    | 16     | 16          | 64      | 44      | 20      | 0,0     | 4             | 1             | 0             | 0             | 0             | 1       | 0       | 0       |
| 2012                               | PHI    | 16     | 16          | 133     | 86      | 27      | 1,0     | 4             | 1             | 0             | 0             | 0             | 0       | 0       | 0       |
| 2013                               | PHI    | 16     | 16          | 127     | 102     | 25      | 4,0     | 7             | 2             | 46            | 36            | 0             | 0       | 0       | 0       |
| 2014                               | PHI    | 8      | 8           | 45      | 36      | 9       | 0,0     | 4             | 1             | 0             | 0             | 0             | 0       | 1       | 0       |
| 2015                               | PHI    | 14     | 13          | 49      | 32      | 17      | 0,0     | 5             | 1             | 0             | 0             | 0             | 1       | 1       | 0       |
| Gesamt                             | Gesamt | 140    | 139         | 970     | 735     | 235     | 13,5    | 46            | 7             | 63            | 36            | 0             | 7       | 10      | 1       |
| Quelle: pro-football-reference.com |        |        |             |         |         |         |         |               |               |               |               |               |         |         |         |

## Karriere als Trainer
Am 21. Februar 2017 wurde er von den San Francisco 49ers als Defensive Quality Control Coach eingestellt. Bereits nach einer Saison wurde er zum Trainer für die Inside Linebacker befördert. Dort war er der Trainer von Fred Warner, der 2020 in das First-Team All-Pro gewählt wurde. Nach dem Abgang von Defensive Coordinator Robert Saleh, welcher Head Coach der New York Jets wurde, wurde Ryans am 18. Januar 2021 zum Defensive Coordinator befördert.
In der Saison 2021 konnte er überzeugen und wurde nach der Saison für den vakanten Posten des Head Coaches bei den Minnesota Vikings interviewt. Jedoch lehnte Ryans ein zweites Interview ab, um der Defensive Coordinator bei den San Francisco 49ers zu bleiben.
Für die Saison 2023 wurde er von den Houston Texans als Head Coach verpflichtet.

## Persönliches
Ryans ist verheiratet und hat drei Kinder.